# Iron Eyes Cody
Iron Eyes Cody (născut Espera Oscar de Corti; n. 3 aprilie 1904, Parohia Vermilion, Louisiana, SUA – d. 3 ianuarie 1999, Los Angeles, California, SUA) a fost un actor american de origine italiană cunoscut pentru interpretarea de personaje amerindiene. Acesta a intrat în atenția publicului atât prin rolul căpeteniei Iron Eyes din filmul Față-Palidă⁠(d) (1948), cât și datorită interpretării unui amerindian în mesajul de interes public despre poluare al organizației nonguvernamentale Keep America Beautiful⁠(d). De-a lungul vieții sale, a insistat că este amerindian la origine și membru a diferite triburi. În 1996, sora sa vitregă a declarat că actorul este de origine italiană, însă acesta a negat. După moartea sa, s-a dezvăluit că era de origine siciliană.

## Biografie
Cody s-a născut Espera Oscar de Corti la 3 aprilie 1904 în Kaplan, Louisiana⁠(d) în Parohia Vermilion, al doilea fiu al Francescei Salpietra din Sicilia și al lui Antonio de Corti din sudul Italiei. A avut doi frați - Joseph și Frank - și o soră - Victoria. A crescut în Gueydan, Louisiana⁠(d), unde părinții săi aveau un magazin alimentar. Tatăl său i-a părăsit, s-a mutat în Texas și și-a schimbat numele în Tony Corti. Mama sa s-a recăsătorit cu Alton Abshire, iar cei doi au avut cinci copii.
În adolescență, Cody și ceilalți doi frați s-au mutat cu tatăl lor biologic și și-au prescurtat numele din „de Corti” în „Corti”. Tatăl lor - Tony Corti - a murit în Texas în 1924. Mai târziu, frații s-au mutat în California pentru a urma o carieră în filme și și-au schimbat numele de familie în Cody. Joseph William și Frank Henry Cody au lucrat ca figuranți. Frank a murit într-un accident de mașină în 1949.

## Cariera
Cody și-a început cariera la sfârșitul anilor 1920, având roluri în lungmetraje și televiziune până la moartea sa. Acesta a declarat că tatăl său era cherokee și mama sa cree. A apărut în peste 200 de filme, inclusiv The Big Trail⁠(d) (1930; cu John Wayne), The Scarlet Letter⁠(d) (1934; cu Colleen Moore⁠(d)), Sitting Bull⁠(d) (1954), The Light in the Forest⁠(d) (1958), The Great Sioux Massacre⁠(d) (1965; cu Joseph Cotten), Nevada Smith⁠(d) (1966; cu Steve McQueen), A Man Called Horse⁠(d) (1970; cu Richard Harris) și Ernest Goes to Camp⁠(d) (1987; cu Jim Varney⁠(d)).
De asemenea, a apărut în peste 100 de seriale de televiziune. În 1953, a apărut de două ori în serialul The Cisco Kid⁠(d) în rolul căpeteniei Sky Eagle. Au urmat roluri în serialele The Restless Gun⁠(d), The Tall Man⁠(d) și The Rebel⁠(d) (episodul „The Burying of Sammy Hart”). Prieten apropiat cu Walt Disney, Cody a apărut într-un serial Disney intitulat The First Americans și în episoade din The Mountain Man, Davy Crockett⁠(d) și Daniel Boone⁠(d). În 1964, a fost căpetenia Black Feather în episodul „The Intruders” din The Virginian⁠(d), iar un an mai târziu, l-a interpretat pe Seeba în episodul „The Jarbo Pierce Story” din Wagon Train⁠(d).
La nivel național, Cody era cunoscut drept „indianul care plânge” din mesajul de interes public al grupului Keep America Beautiful⁠(d) de la începutul anilor 1970. În reclama difuzată pentru prima dată de Ziua Pământului în 1971, Cody, îmbrăcat într-un costum tradițional specific amerindienilor din Marile Câmpii⁠(d), varsă o lacrimă după ce mai multe gunoaie sunt aruncate dintr-o mașină la picioarele sale. Pe fundal, naratorul William Conrad spune: „Oamenii încep poluarea; oamenii o pot opri”. Reclama a câștigat două premii Clio⁠(d) și „a contribuit la reducerea cantității de deșeuri cu 88% în 38 de state” conform unei surse. Cody a apărut în seria de documentare Hollywood⁠(d) (1980) pentru a discuta despre utilizarea limbajului semnelor amerindiene⁠(d) în lungmetrajele regizorului William S. Hart⁠(d).
A contribuit la melodia „Lakota” de pe albumul Chalk Mark in a Rain Storm⁠(d) al cântăreței canadiene Joni Mitchell. A avut un rol cameo în filmul Spirit of '76⁠(d) din 1990.

## Viața personală și moartea
În 1936, Cody s-a căsătorit cu arheologul Bertha Parker⁠(d). A practicat meseria de la sfârșitul anilor 1920 până la începutul anilor 1930, iar ulterior a devenit arheolog asistent la Southwest Museum of the American Indian⁠(d). Cei doi au adoptat doi copii - Robert Tree Cody⁠(d) și Arthur. Cuplul a rămas căsătorit până la moartea Berthei în 1978.
Deși era cunoscut ca fiind amerindian din filme și seriale de televiziune, un articol publicat de ziarul The Times-Picayune din New Orleans în 1996 a pus sub semnul întrebării originea sa. Conform unor documente și unui interviu cu sora sa vitregă, Iron Eyes Cody era italoamerican din a doua generație. Actorul a negat însă această informație.
Cody a murit la 94 de ani de mesoteliom⁠(d) în Los Angeles pe 4 ianuarie 1999. Pe 20 aprilie 1983, a primit o stea pe Hollywood Walk of Fame. În 1999, i-a fost dedicată o stea pe Palm Springs Walk of Stars⁠(d).

## Filmografie
| An   | Film                              | Rol                          | Note        |
| ---- | --------------------------------- | ---------------------------- | ----------- |
| 1927 | Back to God's Country             | Indian                       | nemenționat |
| 1928 | The Viking                        | Indian                       | nemenționat |
| 1930 | The Big Trail                     | Indian                       | nemenționat |
| 1931 | Fighting Caravans                 | Indian After Firewater       | nemenționat |
| 1931 | Oklahoma Jim                      | War Eagle                    | nemenționat |
| 1931 | The Rainbow Trail                 | John Tom                     | nemenționat |
| 1932 | Texas Pioneers                    | Little Eagle                 |             |
| 1942 | Ride 'Em Cowboy                   | Indian                       | nemenționat |
| 1947 | The Senator Was Indiscreet        | Indian                       |             |
| 1947 | Unconquered                       | Red Corn                     |             |
| 1947 | Bowery Buckaroos                  | Indian Joe                   |             |
| 1948 | Blood on the Moon                 | Indian                       | nemenționat |
| 1948 | The Paleface                      | Chief Iron Eyes              |             |
| 1948 | Indian Agent                      | Wovoka                       |             |
| 1948 | Train to Alcatraz                 | Geronimo                     |             |
| 1949 | Massacre River                    | Chief Yellowstone            |             |
| 1950 | Broken Arrow                      | Teese                        | nemenționat |
| 1951 | Ace In The Hole                   | Indian Copy Boy              | nemenționat |
| 1952 | Lost in Alaska                    | Canook                       | nemenționat |
| 1952 | Montana Belle                     | Indian on horseback          | nemenționat |
| 1954 | Sitting Bull                      | Crazy Horse                  |             |
| 1955 | White Feather                     | Indian Chief                 |             |
| 1958 | Gun Fever                         | 1st Indian Chief             |             |
| 1965 | The Great Sioux Massacre          | Crazy Horse                  |             |
| 1966 | Nevada Smith                      | Taka-Ta                      | nemenționat |
| 1970 | El Condor                         | Santana, Apache Chief        |             |
| 1970 | Cockeyed Cowboys of Calico County | Crazy Foot                   |             |
| 1970 | A Man Called Horse                | Medicine Man #1              |             |
| 1977 | Grayeagle                         | Standing Bear                |             |
| 1987 | Ernest Goes to Camp               | Old Indian 'Chief St. Cloud' | Rol final   |
| 1990 | Spirit of '76                     |                              | Cameo       |

| An   | Titlu                           | Rol                               | Note                                                                                             |
| ---- | ------------------------------- | --------------------------------- | ------------------------------------------------------------------------------------------------ |
| 1953 | The Cisco Kid                   | Chief Big Cloud / Chief Sky Eagle | Căpetenia Sky Eagle în „Indian Uprising” (1953) și căpetenia Big Clud în „The Gramophone” (1953) |
| 1955 | Cavalcade of America            | n/a                               | Episodul: The Hostage (1955)                                                                     |
| 1957 | Cheyenne                        | Grey Wolf                         | Episodul: "Hard Bargain" (sezonul 2, episodul 19)                                                |
| 1958 | The Restless Gun                | George Washington Smith           | Episodul: "A Pressing Engagement"                                                                |
| 1959 | Rawhide                         | John Redcloud                     | Episodul: Incident of the Thirteenth Man (1959)                                                  |
| 1959 | The Lucy-Desi Comedy Hour       | Eskimo Pilot                      | Episodul: Lucy Goes to Alaska (1959)                                                             |
| 1959 | Mackenzie's Raiders             | n/a                               | Episodul: Death Patrol (1959)                                                                    |
| 1961 | The Rebel                       | Sammy Hart                        | The Death of Sammy Hart (1961) (sezonul 2, episodul 25)                                          |
| 1961 | Dick Powell's Zane Grey Theatre | Nemanna                           | Episodul: Blood Red                                                                              |
| 1962 | Mister Ed                       | Chief Thundercloud                | Episodul: Ed the Pilgrim (1962) (Sezonul 3, episodul 9)                                          |
| 1964 | The Virginian                   | Chief Black Feather               | Episodul: The Intruders (1964) (Sezonul 2, episodul 23)                                          |
| 1967 | The Fastest Guitar Alive        | 1st Indian                        |                                                                                                  |
| 1969 | Then Came Bronson               | Chief John Carbona                | Episodul: Old Tigers Never Die—They Just Run Away (1969)                                         |
| 1983 | Newhart                         | Hotel Guest                       | Episodul: Don't Rain on My Parade (1983)                                                         |
| 1986 | The A-Team                      | Chief Watashi                     | Episodul: Mission of Peace (1986)                                                                |